# Список музеев Бутана
Музеи Бутана демонстрируют богатые традиции, историю, культуру и искусство королевства.
| Название                   | Изображение | Город   | Основание | Юрисдикция                                    | Координаты                      | Ссылка |
| -------------------------- | ----------- | ------- | --------- | --------------------------------------------- | ------------------------------- | ------ |
| Бутанский музей текстиля   | -           | Тхимпху | 2001      | Министерство внутренних дел и культуры Бутана | 27°28′00″ с. ш. 89°38′30″ в. д. | [ 1 ]  |
| Музей народного наследия   |             | Тхимпху | 2001      | Министерство внутренних дел и культуры Бутана |                                 | [ 2 ]  |
| Национальный музей Бутана  |             | Паро    | 1968      | Министерство внутренних дел и культуры Бутана | 27°25′43″ с. ш. 89°25′32″ в. д. | [ 3 ]  |
| Институт народной медицины | -           | Тхимпху | 1968      |                                               | 27°28′57″ с. ш. 89°37′56″ в. д. | [ 4 ]  |
| Та-дзонг                   |             | Тронгса | 2008      | Министерство внутренних дел и культуры Бутана |                                 | [ 5 ]  |

- Бутанский почтовый музей